# Principat de Muhammadgarh

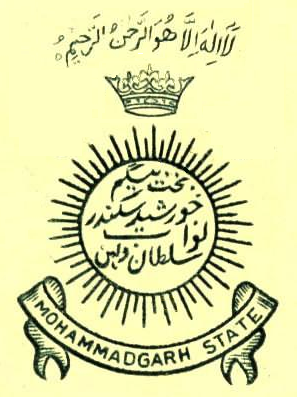
Escut de Muhammadgarh

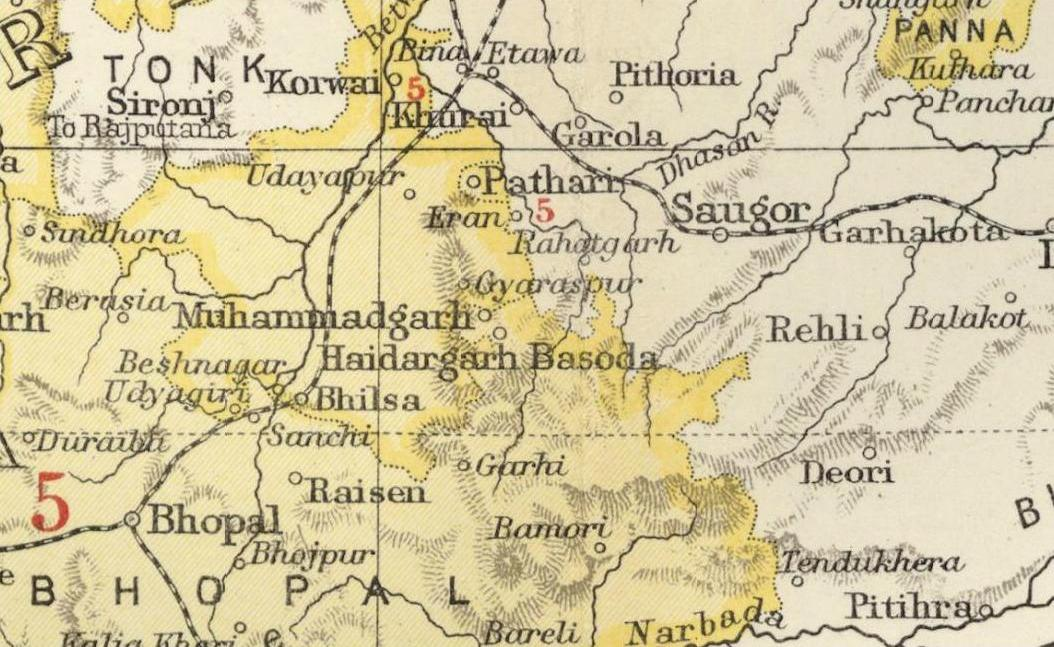
Muhammadgarh a un mapa de l'Imperial Gazetteer of India

Muhammadgarh o Mohammadgarh fou un estat tributari protegit a l'agència de Bhopal a l'Índia central, entre Bhilsa i Rahatgarh amb una superfície de 70 km², amb 19 pobles i una població el 1881 de 5.347 habitants dels que més de 4.300 eren hindus i la resta quasi tots musulmans (151 animistes). Els gonds eren 79 gonds i el mòghies eren 72. Els imgresos s'estimaven en 700 lliures i no pagava tribut. La capital era Muhammadgarh a 23° 39′ N, 78° 12′ E / 23.650°N,78.200°E. La població de l'estat el 1901 havia baixat a 2.944 habitants i el 1931 era de 2.658 habitants.
Originalment fou part de l'estat de Kurwai però a la mort del nawab Muhammad Dalil Khan d'aquest principat, els seus dominis es van dividir entre els dos fills i Muhammadgarh i Basoda van correspondre al fill jove Asan-ulla Khan. A la mort d'aquest l'estat fou altra vegada dividit i Bakht-ulla-Khan va rebre Basoda (o Basouda), i Muhammad Khan va rebre Muhammadgarh. El 1819, Sindhia es va apoderar d'una part de l'estat però la va evacuar sota pressió britànica. El sobirà era un paixtu, i portava el títol de nawab. El 1919 el nawab Siddik Kuli Khan fou declarat mentalment incompetent i l'estat fou regit per l'agent polític fins al 1942. Va emetre diversos tipus de segells (court fee i revenue) del 1890 al 1915 i el 1940.

## Llista de nawabs
- Hafiz Kuli Khan 1842 - 1896
- Hatim Kuli Khan 1896 - 1910
- Siddik Kuli Khan 1910 - 1942
- Muhammad Sabir Kuli Khan 1942 - 1948